# Avenir Club Avignonnais
L'Avenir Club Avignonnais (ACA) è una società calcistica francese di Avignone. Milita nella Division d'Honneur Méditerranée, sesto livello del campionato nazionale (nonché prima divisione regionale).

## Storia
La società venne fondata nel 1931 come Association Sportive Avignonaise.
Nel 1945 ottenne la licenza professionistica e venne integrata nel campionato di seconda divisione, che lasciò nel 1948 (abbandonando la licenza pro). Nel 1949 assunse la denominazione di Olympique Avignonais.
Dopo 17 anni nelle leghe minori, nel 1965 arrivò la promozione in seconda divisione, riottenendo lo status professionistico.
Dopo un tentativo andato a vuoto nel 1970 (peggiore classificata negli spareggi interdivisionali), nel 1975 arrivò la storica promozione in Division 1, vincendo lo spareggio contro il Rouen.
La prima ed unica stagione nella massima serie non si rivelò tuttavia foriera di soddisfazioni: la squadra si piazzò all'ultimo posto, lontana dalla zona salvezza.
Per due anni consecutivi (1979 e 1980) l'Olympique raggiunse gli spareggi promozione, ma in entrambi i casi non riuscì a centrare l'obiettivo finale. Nel 1981 arrivò la retrocessione in terza serie ed un nuovo abbandono dello status professionistico.
Per tutta la durata degli anni ottanta la squadra alternò presenze in terza e quarta serie, ritrovando la seconda divisione nella stagione 1988-1989.
Nella stagione 1990-1991, a causa di una cattiva gestione finanziaria, la squadra venne declassata d'ufficio e retrocessa in terza serie; nella stagione successiva (1991-1992) si piazzò nelle ultime posizioni, retrocedendo così in quarta serie.
Alla vigilia della stagione 1992-1993 avvenne una fusione con lo Sporting Club Avignonnais e la squadra viene ribattezzata Sporting Club Olympique Avignonnais. La fusione tuttavia non portò risultati confortanti: nelle due stagioni seguenti arrivarono altrettante retrocessioni, che fecero sprofondare la squadra nelle divisioni regionali.
Nella stagione 1994-1995 la vittoria del campionato di Division d'Honneur Méditerranée portò la squadra in National 3 (quinta divisione), mentre nella stagione 1995-96 arrivò un piazzamento di metà classifica. Tuttavia sopraggiunse una nuova crisi finanziaria che costrinse la squadra a ripartire tre divisioni più in basso, dalla Promotion d'Honneur (ottava divisione), con il nuovo nome di Football Club Avignon.
Nel 2003, quando la squadra militava in Division d'Honneur Régionale (settima divisione), avvenne un nuovo cambio di nome in Avignon Football 84; dal 2010 ha assunto la denominazione di Avenir Club Avignonnais.

## Palmarès

### Altri piazzamenti
- Coppa di Francia:

Semifinalista: 1972-1973
- Campionato francese di seconda divisione:

Secondo posto: 1970-1971 (gruppo C), 1974-1975 (girone B), 1978-1979 (girone A), 1979-1980 (girone B)
Terzo posto: 1969-1970, 1972-1973 (girone B)